# We Are Young
We Are Young – piosenka amerykańskiego zespołu muzycznego Fun oraz amerykańskiej piosenkarki Janelle Monáe. Utwór został wydany na singlu 20 września 2011 r. jako pierwszy singel z albumu Some Nights. Piosenka zajęła pierwsze miejsce w wielu krajach świata, stając się jednym z największych hitów 2012 r.